# Hemliga handlingar - DC-3:an som försvann

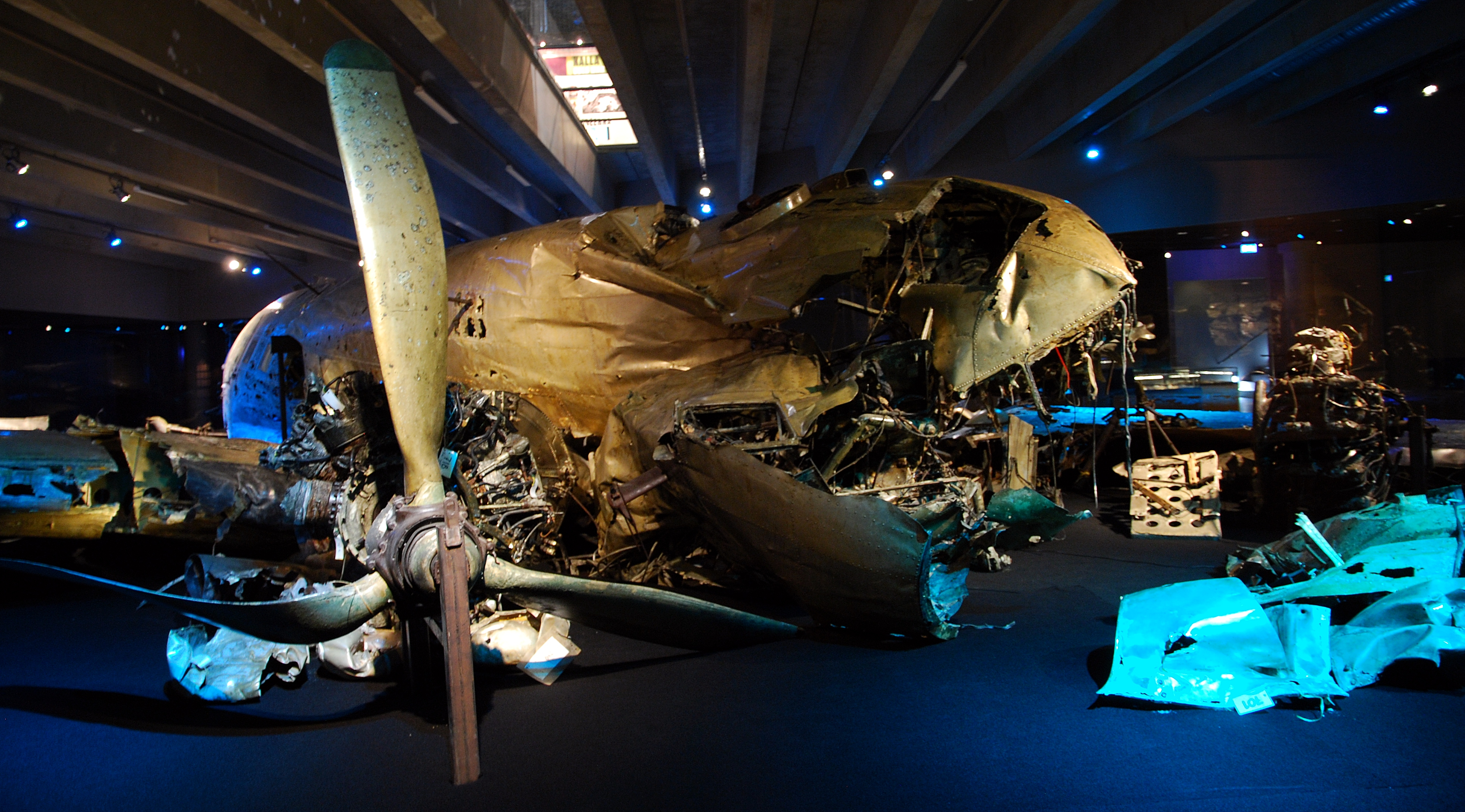
Vraket av den nedskjutna DC-3:an

Hemliga handlingar - DC-3:an som försvann är en basutställning på Flygvapenmuseum om den svenska DC-3:a som sköts ner på av sovjetiskt jaktflyg 1952. Utställningen fick pris som Årets utställning 2010 med motiveringen "Flygvapenmuseum gestaltar kalla krigets mest dramatiska händelse utan att väja för den mångfald av svåra frågor som fortfarande är levande i DC-3:ans historia. Den såväl suggestiva som minimalistiska gestaltningen hjälper besökaren att skapa sin egen förståelse av händelsen genom studier av nedslagsplatsen och genom en resa i de historiska arkiven. Utställningen förändrar synen på vad ett militärhistoriskt museum kan förmedla".